# واقعه شیء ناشناس پرنده تراویس والتون

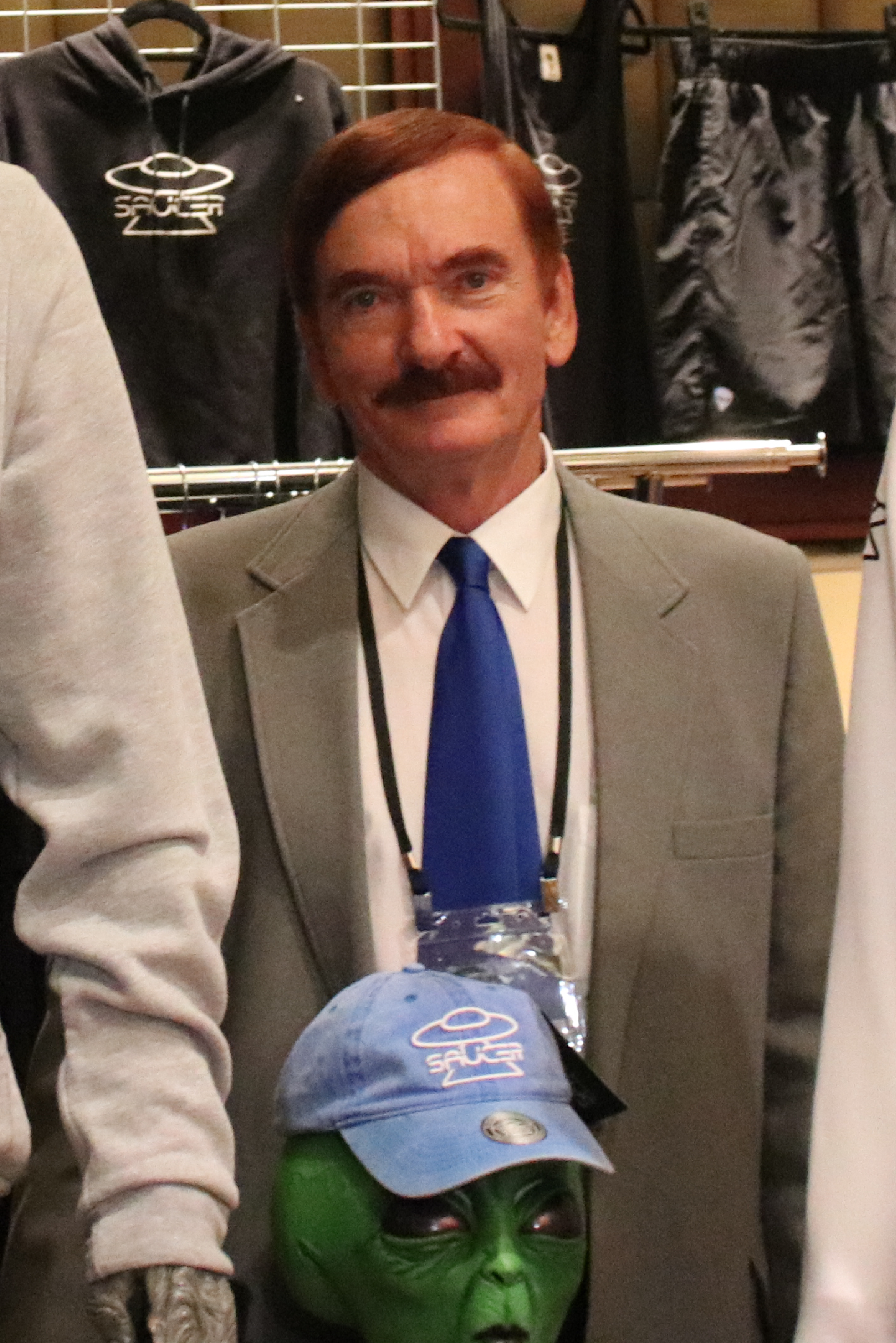
تراویس والتون در کنگره بین‌المللی UFO 2019 در فینیکس، آریزونا.

واقعه شیء ناشناس پرنده تراویس والتون، به ادعای ربوده شدن کارگر جنگلداری آمریکایی، تراویس والتون، توسط یک شیء ناشناس پرنده (یوفو) در ۵ نوامبر ۱۹۷۵ اشاره دارد، زمانی که او در جنگل آپاچی-سیتگریوز در نزدیکی اسنوفلیک، آریزونا کار می‌کرد.

## شرح رویداد
والتون ادعا کرده که توسط یک یوفو در تاریخ ۵ نوامبر سال ۱۹۷۵، در حالی که با دوستان خود از جنگل می‌گذشته، در نزدیکی محل کار خود ربوده شده‌است.
او به مدت پنج روز و شش ساعت در جنگل آریزونا مفقود شده بود.
پس از جستجوهای پی در پی با سگ‌های زنده یاب و هلیکوپتر، بالاخره خود او بعد از پنج روز پیدا شد. والتون می‌گوید که دوباره در کنار جاده‌ای در نزدیکی همان مکان، در آریزونا ظاهر شده‌است.
داستان والتون به یکی از شناخته‌شده‌ترین داستان‌های آدم‌ربایی توسط بیگانگان تبدیل شده، در حالی که بسیاری آن را فریبکاری و جعلی می‌دانند.

## در سینما و تلویزیون
در سال ۱۹۷۸، والتون کتابی با عنوان «تجربه والتون» دربارهٔ ربوده شدن ادعایی خود نوشت و فیلم آتش در آسمان (۱۹۹۳) از روی ماجرای او ساخته شد.